# On a Night Like This Tour
On a Night Like This Tour var en konsertturné 2001 av den australiska sångerskan Kylie Minogue för hennes sjunde studioalbum Light Years. Det är den snabbast säljande turnén i hennes karriär.

## Låtlista
1. "Loveboat"
2. "Kookachoo"
3. "Hand on Your Heart"
4. "Put Yourself in My Place"
5. "On a Night Like This"
6. Medley: "Step Back in Time"/"Never Too Late"/"Wouldn't Change a Thing"/"Turn It into Love"/"Celebration"
7. "Can't Get You Out of My Head"
8. "Your Disco Needs You"
9. "I Should Be So Lucky"
10. "Better the Devil You Know"
11. "So Now Goodbye"
12. "Physical"
13. "Butterfly"
14. "Confide in Me"
15. "Kids"
16. "Shocked"

Encore
1. "Light Years"
2. "What Do I Have to Do?"
3. "Spinning Around"

## Turnedatum
| Datum         | Stad        | Land       | Plats                            |
| ------------- | ----------- | ---------- | -------------------------------- |
| Europa        |             |            |                                  |
| 3 mars 2001   | Glasgow     | Skottland  | Clyde Auditorium                 |
| 4 mars 2001   | Glasgow     | Skottland  | Clyde Auditorium                 |
| 5 mars 2001   | Glasgow     | Skottland  | Clyde Auditorium                 |
| 7 mars 2001   | Manchester  | England    | Manchester Apollo                |
| 8 mars 2001   | Manchester  | England    | Manchester Apollo                |
| 9 mars 2001   | Manchester  | England    | Manchester Apollo                |
| 10 mars 2001  | Manchester  | England    | Manchester Apollo                |
| 12 mars 2001  | Brighton    | England    | The Brighton Centre              |
| 13 mars 2001  | Brighton    | England    | The Brighton Centre              |
| 14 mars 2001  | Cardiff     | Wales      | Cardiff International Arena      |
| 15 mars 2001  | Bournemouth | England    | Bournemouth International Centre |
| 17 mars 2001  | London      | England    | Hammersmith Apollo               |
| 18 mars 2001  | London      | England    | Hammersmith Apollo               |
| 19 mars 2001  | London      | England    | Hammersmith Apollo               |
| 20 mars 2001  | London      | England    | Hammersmith Apollo               |
| 23 mars 2001  | Köpenhamn   | Danmark    | Vega                             |
| 25 mars 2001  | Berlin      | Tyskland   | Columbiahalle                    |
| 26 mars 2001  | Hamburg     | Tyskland   | Große Freiheit                   |
| 27 mars 2001  | Köln        | Tyskland   | E-Werk                           |
| 28 mars 2001  | Paris       | Frankrike  | Bataclan                         |
| 30 mars 2001  | London      | England    | Hammersmith Apollo               |
| 31 mars 2001  | London      | England    | Hammersmith Apollo               |
| 1 april 2001  | London      | England    | Hammersmith Apollo               |
| Australien    |             |            |                                  |
| 14 april 2001 | Brisbane    | Australien | Brisbane Entertainment Centre    |
| 16 april 2001 | Sydney      | Australien | Sydney Entertainment Centre      |
| 17 april 2001 | Sydney      | Australien | Sydney Entertainment Centre      |
| 18 april 2001 | Sydney      | Australien | Sydney Entertainment Centre      |
| 19 april 2001 | Sydney      | Australien | Sydney Entertainment Centre      |
| 21 april 2001 | Hobart      | Australien | Derwent Entertainment Centre     |
| 23 april 2001 | Melbourne   | Australien | Rod Laver Arena                  |
| 24 april 2001 | Melbourne   | Australien | Rod Laver Arena                  |
| 25 april 2001 | Adelaide    | Australien | Adelaide Entertainment Centre    |
| 26 april 2001 | Adelaide    | Australien | Adelaide Entertainment Centre    |
| 28 april 2001 | Perth       | Australien | Perth Entertainment Centre       |
| 30 april 2001 | Perth       | Australien | Perth Entertainment Centre       |
| 3 maj 2001    | Melbourne   | Australien | Rod Laver Arena                  |
| 5 maj 2001    | Melbourne   | Australien | Rod Laver Arena                  |
| 6 maj 2001    | Melbourne   | Australien | Rod Laver Arena                  |
| 7 maj 2001    | Melbourne   | Australien | Rod Laver Arena                  |
| 9 maj 2001    | Sydney      | Australien | Sydney Entertainment Centre      |
| 10 maj 2001   | Sydney      | Australien | Sydney Entertainment Centre      |
| 11 maj 2001   | Sydney      | Australien | Sydney Entertainment Centre      |
| 12 maj 2001   | Sydney      | Australien | Sydney Entertainment Centre      |
| 13 maj 2001   | Sydney      | Australien | Sydney Entertainment Centre      |
| 14 maj 2001   | Sydney      | Australien | Sydney Entertainment Centre      |
| 15 maj 2001   | Sydney      | Australien | Sydney Entertainment Centre      |